# Бела IV
Бéла IV (угор. IV. Béla, хорв. Bela IV; 29 листопада 1206 — 3 травня 1270) — Король Угорщини і Хорватії (1235—1270), герцог Штирії (1254—1258) з династії Арпадів. Брав участь у війні за австрійську спадщину (1248—1267)

## Біографія
Бела IV народився 29 листопада 1206 року. Був старшим сином короля Андрія II та його першої дружини Гертруди Меранської.
1218 року одружився з Марією Ласкариною. З 10 дітей Бели IV дві доньки було зачислено до почту католицьких святих і дві до почту католицьких блаженних.
Проводив політику зміцнення королівської влади і намагався ослабити політичну роль магнатів. 1241 року, під час монголо-татарської навали, зазнав поразки в Битві на річці Шайо й утік у Далмацію. З 1242 року активно відбудовував країну і за 4 роки зумів ліквідувати наслідки монгольської навали, за що отримав прізвисько «другого засновника Угорщини».
Упродовж 1244—1245 років разом зі своїм зятем Ростиславом і союзниками намагався повернути під свій контроль Галицько-Волинське князівство, захопив Перемишль і взяв в облогу Ярослав (на річці Сян). 17 серпня 1245 року в Ярославській битві його війська були розгромлені військами під командуванням Данила. 1247 року відбувся шлюб сина Даниїла Лева з дочкою Бели Констанцією. В 1247—1264 підтримував союзні відносини зі своїм сватом, князем Данилом. Вів війну проти Венеції за далматинські міста, також проти чеського короля Пшемисла II за володіння Австрією і Штирією.

## Титули
- «Dei gratia Hungarie, Croachie, Dalmatie, Rame, Seruie, Galitie, Lodomerie Cumanieque Rex»

## Родина
Дружина — Марія Ласкарина
Діти:
- Кунегунда (1224—1292) — видана за князя краківського і сандомирського Болеслава V Сором'язливого. Стане Святою.
- Маргарита (†1242)
- Анна (1226—1270) — видана за князя галицького, бана Мачви і Славонії Ростислава Михайловича.
- Каталіна (†1242)
- Єлизавета (1236—1271) — видана за князя Нижньої Баварії Генриха ХІІІ.
- Констанція (1237-після 1288) — видана за галицько-перемишльського князя, короля Русі Лева І. Стане Блаженною і Королевою Русі.
- Іоланта (1239—1304) — видана за князя Великопольщі Болеслава Побожного. Стане Блаженною.
- Стефан V (1239—1272) — король Угорщини з 1270 року.
- Маргарита (1242—1270) — присвячена батьками Богу для звільнення від орд Батия. Стане Святою.
- Бела (1243—1269)

## Генеалогія
Бела IV веде свій родовід, в тому числі, й від Великих князів Київських з роду Мономаховичів та Ярославичів.